# Шлёнчик, Александр Никитович
Александр Никитович Шленчик (28 апреля 1921, Чернигов — 15 июля 2008) — один из самых известных мастеров фольклорных музыкальных инструментов Украины.

## Биография
Александр Никитович Шленчик родился в городе Чернигов. Проживая на Полесье, занимался возрождением фольклорных духовых инструментов этого региона, Украины в целом, а также Литвы и Молдавии. Работал на Черниговской фабрике музыкальных инструментов на протяжении более чем 30 лет.
Мастерил все виды деревянных духовых (сопилки, джоломыги, фрилки, фуярки, флояры, ребра, кувицы, свирели, наи, окарины), струнные щипковые (гусли, мандолины, домры), гитары, ударные (ксилофон), перкуссию (трещотки, коробочки, деркач и т. д.). Реставрировал практически все виды музыкальных инструментов. Ярчайшим примером есть реставрация кобзы, принадлежащей Тарасу Григоровичу Шевченко, за что был удостоен Шевченковской премии. Обладатель ряда званий и наград. Инструменты А. Шленчика звучат по всему миру. Выставки его инструментов проводятся во многих отечественных и зарубежных галереях.
Изготовил инструменты для таких коллективов как Владимирский народный хор, ВИА «Песняры» и пр.
Внучка Александра Шленчика — украинская вокалистка Наталия Жижченко, известная своим участием в электрофолк группе Onuka